# (38158) 1999 JS72
1999 JS72 (asteroide 38158) é um asteroide da cintura principal. Possui uma excentricidade de 0.14448830 e uma inclinação de 3.83877º.
Este asteroide foi descoberto no dia 12 de maio de 1999 por LINEAR em Socorro.